# Synema putum
Synema putum là một loài nhện trong họ Thomisidae.
Loài này thuộc chi Synema. Synema putum được Octavius Pickard-Cambridge miêu tả năm 1891.